# Airfast Indonesia
Airfast Indonesia est une compagnie aérienne indonésienne basée à Jakarta, fondée en 1971. Elle est spécialisée dans le transport sous contrat pour les industries pétrolière, minière et de construction.
Ses bases opérationnelles sont :
- Indonésie : Jakarta, Surabaya, Balikpapan, Manado, Tangguh, Timika, Gosowong
- Singapour

## Flotte
La flotte d'Airfast comprend :
- 3 Boeing 737-200
- 2 MD-82
- 2 MD-83
- 1 BAe 146-200
- 1 Embraer ERJ 135
- 1 CASA 212-200
- 3 De Havilland Twin Otter-300
- 4 Bell 412
- 1 Bell 212
- 2 Bell 204

## Liste noire de l'Union Européenne
Le 14/07/09, la Commission Européenne a annoncé le retrait de quatre compagnies indonésiennes de cette liste. Il s'agit de Garuda Indonesia, Airfast, Mandala Airlines et Premiair. 